# 阿部正敏
阿部 正敏（あべ まさとし）は、江戸時代中期の譜代大名、大坂城代。忠秋系阿部家6代。

## 人物
忍藩4代藩主・阿部正喬の五男として生まれる。正喬が隠居した際、まだ若年だったため、従兄の正允が家督を継いだ。寛保2年（1742年）に嫡子となったが、正允が長命を保ったため、家督を継いだのは安永9年（1780年）、51歳のときである。翌天明元年（1781年）に奏者番となる。正敏は江戸屋敷がたまたま当時の実力者田沼意次邸の隣で、意次が屋敷地の拡張を希望していると聞くや、自分の屋敷地を幕府に返上、幕府は意次に下賜する形で譲渡している。一方、藩内では、天明3年（1783年）の浅間山の大噴火や、天明6年（1786年）におこった大洪水で被害をうけ、藩財政が逼迫した。
天明4年（1784年）、奏者番から大坂城代に昇格したが、在任中の天明7年（1787年）に死去した。
先代藩主・正允の次男・正陳を養子としたが、父に先立って死去。このため、実子の長男・正識が家督を継いだ。

## 年譜
- 1730年（享保15年）誕生。（享保17年（1732年）4月28日生まれとする説もある）
- 1742年（寛保2年）8月9日、兄正允の養嗣子となる。
- 1780年（安永9年）12月27日、正允死去、忍藩相続。
- 1781年（天明元年）4月21日、奏者番。
- 1784年（天明4年）5月11日、大坂城代。
- 1787年（天明7年）4月2日、大坂にて死去、享年58歳。

## 官位位階
- 1749年（寛延2年）12月28日、従五位下能登守
- 1781年（天明元年）12月16日、従四位下

## 系譜
父母
- 阿部正喬（実父）
- 草本氏 ー 側室（実母）
- 阿部正允（養父）

正室
- 水野忠辰の養女 ー 水野忠輝の娘

側室
- 河合氏

子女
- 阿部正識（長男）生母は河合氏（側室）
- 阿部正良（次男）
- 岩姫 ー 戸田光悌正室
- 森俊韶正室
- 内藤正興正室
- 多喜 ー 阿部正由正室、阿部正識の養女

養子
- 阿部正陳 ー 阿部正允の次男